# Во Тхи Ким Фунг
Во Тхи Ким Фунг (вьет. Võ Thị Kim Phụng; род. 8 июня 1993, Хюэ) — вьетнамская шахматистка, гроссмейстер среди женщин (2017).

## Биография
В 2007 году была второй на молодёжном чемпионате Азии по шахматам в возрастной группе до 14 лет. Дважды побеждала на чемпионатах Азии по шахматам среди девушек до 20 лет (2010, 2013). В 2012 году победила на молодёжном чемпионате Юго-Восточной Азии по шахматам среди девушек в возрастной группе до 20 лет. В 2017 году победила на турнире зоны Азии 3.3 по шахматам среди женщин и получила право участвовать в чемпионате мира по шахматам среди женщин 2019 года, а также стала гроссмейстером среди женщин. Также в 2017 году победила на чемпионате Азии по шахматам среди женщин.
Представляла сборную Вьетнама на командных чемпионатах мира по шахматам, в которых участвовала два раза (2009, 2017).

## Изменения рейтинга
| Графики недоступны из-за технических проблем. См. информацию на Фабрикаторе и на mediawiki.org. |